# 横瀬町立横瀬中学校
横瀬町立横瀬中学校（よこぜちょうりつよこぜちゅうがっこう）は、埼玉県秩父郡横瀬町にある公立中学校。横瀬町唯一の中学校である。

## 所在地
- 埼玉県秩父郡横瀬町大字横瀬4658番地

## 沿革
- 1947年4月15日 - 横瀬村立横瀬中学校設立

## 部活動

### 運動部
- 野球部
- 女子ソフトテニス部
- 男子バスケットボール部
- 女子バスケットボール部
- 卓球部
- 剣道部

### 文化部
- 音楽部
- 美術部